# Nervio occipital mayor
El nervio occipital mayor es un nervio espinal, concretamente la rama medial de la rama primaria dorsal del nervio espinal cervical 2.  Este nervio surge entre la primera y la segunda vértebra cervical, junto con el nervio occipital menor. Asciende después de salir de debajo del triángulo suboccipital por debajo del músculo oblicuo inferior.  Luego pasa por el músculo semispinalis antes de ascender para inervar la piel a lo largo de la parte posterior del cuero cabelludo hasta el vértice. Inerva el cuero cabelludo en la parte superior de la cabeza, sobre la oreja y sobre las glándulas parótidas.

## Relevancia clínica
El trastorno de este nervio es una de las causas de las cefaleas cervicogénicas, denominadas neuralgias occipitales. Un lugar habitual, y normalmente mal diagnosticado, de atrapamiento del nervio occipital mayor es el músculo oblicuo inferior.

## Manejo del dolor occipital
La mayoría de las personas con cefaleas tensionales experimentan un aumento de la intensidad con el tiempo, e informan de que el dolor se origina en la parte posterior de la cabeza (occipital) y se desplaza hacia la parte frontal de la cabeza (supraorbital). La neuroestimulación se utiliza a veces para tratar las cefaleas tensionales que se originan en el nervio occipital.

## Imágenes adicionales

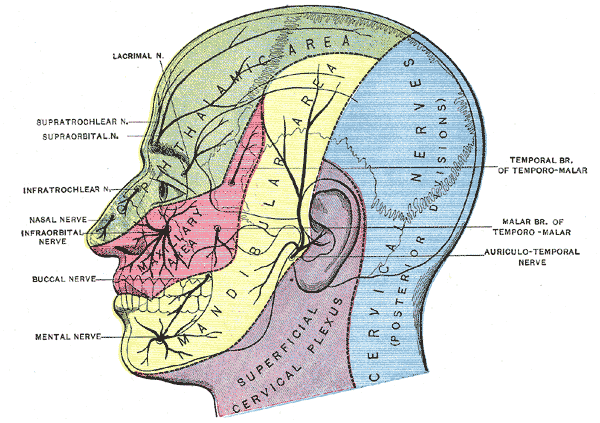
Distribución del nervio trigémino
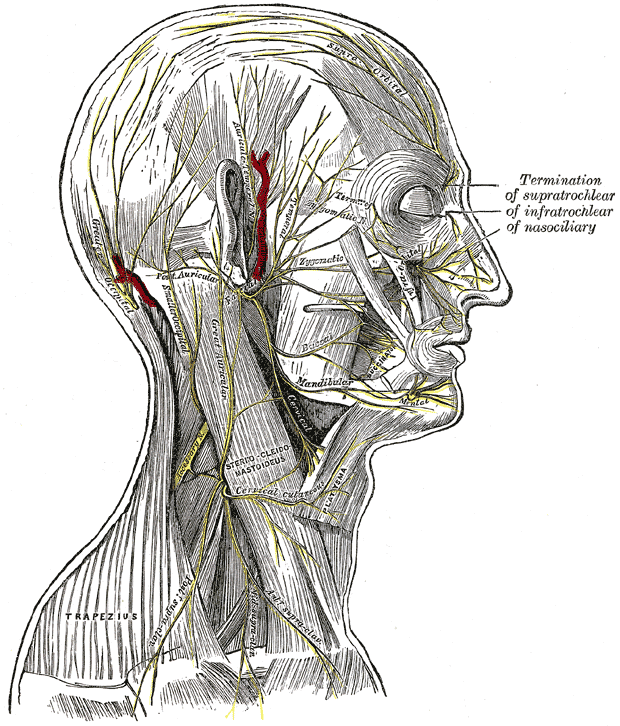
Los nervios del cuero cabelludo, la cara y el lado del cuello.
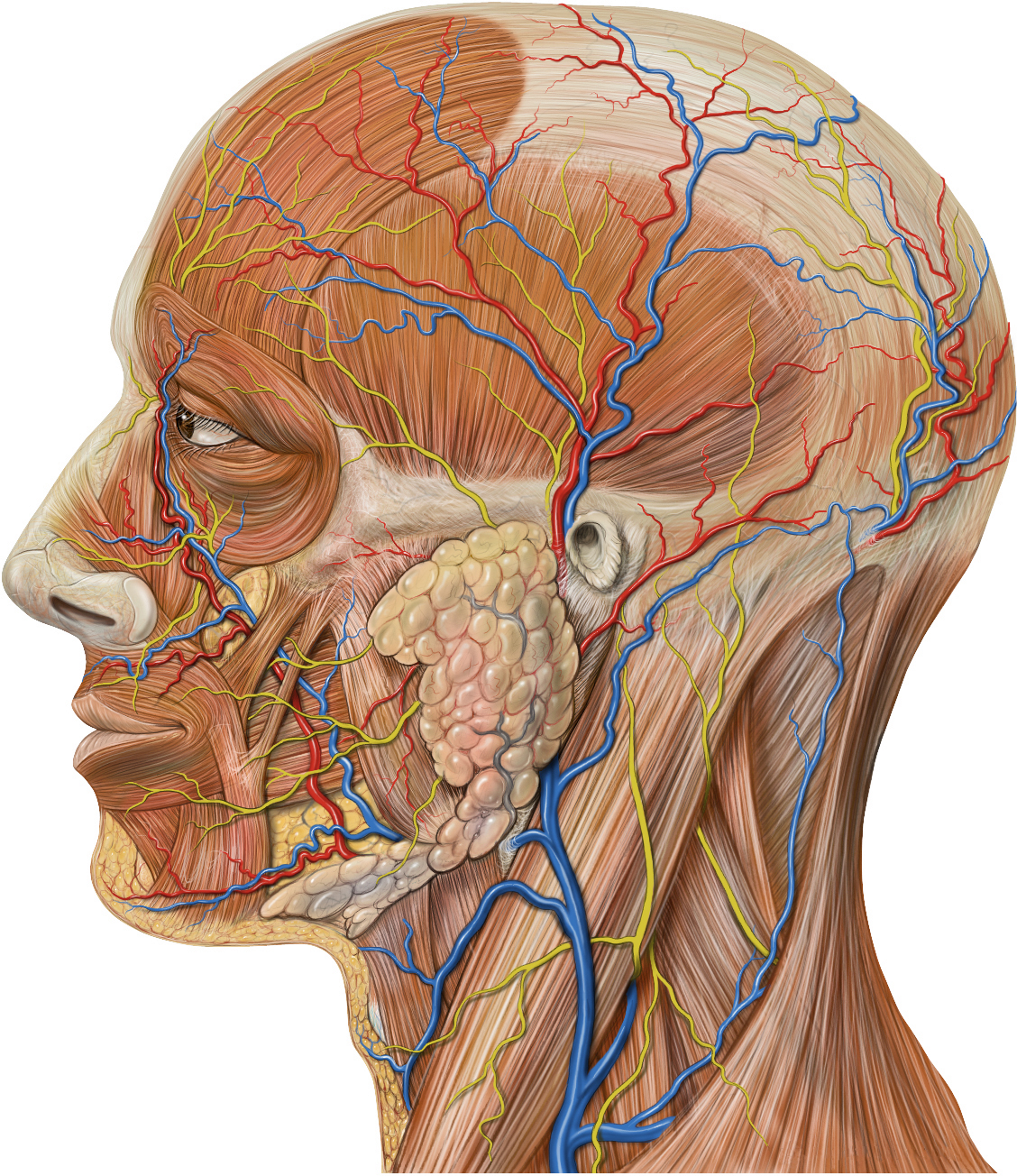
Detalle de la anatomía lateral de la cabeza